# Yasuhikotakia
Yasuhikotakia é um gênero de botias, peixes de aquário muitos populares.
Este gênero é nomeado em homenagem ao colecionador/pesquisador japonês Dr. Yasuhiko Taki. Este gênero foi separado do gênero Botia, por Kottelat, em 2004. Estudos futuros talvez possam incluir Y. sidthimunki e Y.nigrolineata em outro gênero.
Peixes do gênero Yasuhikotakia são encontrados em sistemas fluviais da Indochina como Mekong, Chao Phraya, e Mae Klong.

## Espécies
Existem atualmente 7 espécies reconhecidas neste gênero: Duas espécies adicionais anteriormente incluídas neste gênero foram transferidas para Ambastaia.
- Yasuhikotakia caudipunctata (Y. Taki & A. Doi, 1995)
- Yasuhikotakia eos (Y. Taki, 1972)
- Yasuhikotakia lecontei (Fowler, 1937)
- Yasuhikotakia longidorsalis (Y. Taki & A. Doi, 1995)
- Yasuhikotakia modesta (Bleeker, 1864)
- Yasuhikotakia morleti (Tirant, 1885)
- Yasuhikotakia splendida (T. R. Roberts, 1995)